# Ana-Maurine Lara
Ana-Maurine Lara (1975) es una poeta, novelista y académica feminista dominicana-estadounidense.
Lara es una activista y defensora de los derechos humanos LGBT de larga data, y ha formado parte de la junta directiva de la Comisión Internacional de Derechos Humanos de Gays y Lesbianas y de la Fundación Astraea.
Su trabajo creativo se ha centrado en temas sobre libertad, amor y los antepasados de las mujeres negras e indígenas.

## Biografía
Lara nació en República Dominicana y es hija de la poeta estaodunidense Elizabeth Lara y el diplomático Erasmo Lara Peña, quien sirvió en la secretaría de las Naciones Unidas durante 25 años y brevemente se desempeñó como embajador dominicano ante las Naciones Unidas.
Lara se graduó del Mount Vernon High School en Mount Vernon, Nueva York. Se lincenció en antropología por la Universidad de Harvard. Posteriormente realizó una maestría y un doctorado en el programa conjunto de Antropología y Estudios Afroamericanos de la Universidad de Yale. Mientras estuvo en la Universidad de Yale, trabajó bajo la dirección del académico Jafari Sinclaire Allen.
Desde septiembre de 2015 es profesora asistente en la Universidad de Oregón. Asimismo, ha sido miembro del cuerpo docente del departamento de Antropología y, más recientemente, de Estudios de Mujeres, Género y Sexualidad de la misma institución.

## Estilo
Su primera novela, La falda de Erzulie, ha sido descrita como «una aguda conciencia de que el pasado está siempre presente y que la mitología de nuestros antepasados contiene verdades que necesitamos hoy». Mientras que la investigación Queer Freedom: Black Sovereignty, publicada en 2020 por State University of New York Press, ha sido destacada por reconocer que «hay formas afroindígenas de conocer y estar en el mundo que continúan rivalizando con la hegemonía de un sistema occidental eurocéntrico».
A raíz de Streetwalking (2021), la académica Yolanda Martínez-San Miguel definió Lara como «simultáneamente un sujeto dominicano y diaspórico, una estudiosa y un miembro de la comunidad, una insider y outsider que atestigua, procesa, se esfuerza por comprender y compartir con sus lectores sus percepciones, cavilaciones, preocupaciones».

## Publicaciones
- Streetwalking: LGBTQ Lives and Protest in the Dominican Republic. Rutgers University Press, 2021.
- Queer Freedom: Black Sovereignty. SUNY Press, 2020.[8]
- Kohnjehr Woman. RedBone Press, Washington D.C., 2017.
- Sum of Parts. Tanama Press, 2017.
- Cantos. Letterpress book. 2015.
- Cuando el sol volvió a cantar al pueblo. KRK Ediciones, 2011.[10]
- Watermarks & Tree Rings. Tanama Press, 2011.
- La falda de Erzulie. RedBone Press, Washington DC, 2006.

## Premios y honores
- 2021: Beca Black Lives Matter del Museo de Arte Jordan Schnitzer
- 2020: Premio Ruth Benedict a la monografía destacada, Asociación de Antropólogos Queer
- 2019: Beca en memoria de Laurell Swails y Donald Monroe, Fundación de Artes Literarias de Oregón
- 2018: Finalista en Poesía Lésbica, Fundación Literaria Lambda
- 2015: Beca Lilliam Jewel para Performance, Fundación MRG
- 2015: Premio Joan Shipley, Comisión de Artes de Oregón
- 2012: Becaria de ficción, Callaloo Writers Workshop, Providence, RI
- 2012, 2008, 2007: Becaria de poesía, Fundación Cave Canem, Nueva York, NY
- 2007: Artista asociada, Atlantic Center for the Arts, New Smyrna Beach, FL
- 2007: Premio Nacional de Ficción PEN/Noroeste
- 2007: Tercer premio, 33º Premio Nacional Anual de Escritores Latinos/Chicanos
- 2007: Premio Barbara Deming para escritoras de poesía
- 2007: Finalista por Debut Ficción Lésbica, Fundación Literaria Lambda
- 2006: Miembro del conjunto, The Austin Project
- 2005: Beca del Brooklyn Arts Council